# Гданьский политехнический университет
Гданьский Политехнический Университет (пол. Politechnika Gdańska) — один из ведущих технических вузов Польши, в том числе и Поморского Воеводства. Функционируют 9 факультетов, на которых обучается больше 27 тыс. студентов на дневной и заочной форме обучения. Количество работников превышает 2 500 человек, из которых 1200 это преподаватели и научные деятели университета. Большинство факультетов имеют академические права, их научные советы имеют право присваивать учёные степени кандидатов, докторов наук и профессоров. ГПУ является одним из признанных мировых организаторов международных конференций, симпозиумов, семинаров.
Традиционно ВУЗ поддерживает студенческую и парламентскую жизнь. В 1960-х годах был создан первый независимый Студенческий Парламент в послевоенном периоде всего высшего образования в Польше. В то же время начали свою деятельность знаменитый театр «Bim-Bom» во главе с Збигневом Цибульским и Богумилом Кобелой. На протяжении долгих лет Гданьский Политехнический Университет поддерживает лозунг «Технический университет с воображением и будущим».
В ГПУ приезжают студенты из более 30 стран мира. Самые большие группы иностранных студентов из: Испании, Китая, Йемена, Российской Федерации, Украины и Республики Беларусь, а также Индия, Непал, Иран и Вьетнам. Имеется более 420 договоров по программе обмена студентов Erasmus, Erasmus+ i Erasmus Mundus, где студенты получают стипендию на учёбу и практику в рамах программы обмена студентов.
Бюро по обслуживанию иностранных студентов и гостей (польск. Biuro Obsługi Studentów i Gości Zagranicznych) занимается набором студентов на обучение, а также опекой над поступившими студентами из стран, которые не относятся к странам ЕС

## Местоположение университета
Гданьский Политехнический Университет расположен в центре самого Вжешча — район Гданьска, который имеет прекрасную транспортную развязку ведущую в каждую часть Труймяста.
Гданьск — это город со столетними традициями. Город принадлежит к одним из самых больших, промышленных, культурных, научных и деловых центров страны.
В 21 Гданьских высших учебных заведениях обучаются около 64 тыс. человек, из которых половина — это студенты Гданьского Политехнического Университета.
Гданьск — это столица крупной городской агломерации, населением более чем 2,2 миллионы людей всего Поморского региона, что одновременно представляет один из самых состоятельных городов в Польше. Большая часть местного производства — это кораблестроительные и судоремонтные предприятия, а также все виды водного транспорта, перевозящего грузы или пассажиров по водным путям сообщения, как естественным (океаны, моря, реки, озера), так и искусственным (каналы, водохранилища). В городе имеется два порта. Один из них — это Новый Порт — настоящий эпицентр производства судов и кораблей, совокупность металлургических и химических предприятий, а также предприятий по пищеперерабатывающей промышленности. Второй — Северный Порт, является самым большим в Польше, многообещающий проект в сфере морской промышленности. Порт занимается экспортом угля и импортом нефти. В 1980 году Гданьская Верфь была местом рождения и восстания Солидарности, которая в 1989 году привела к распаду власти коммунистических партий. Гданьчанин, лидер Солидарности Лех Валенса (который в 1983 году получил Нобелевскую премию мира) стал президентом Польши в 1990 году. За последние 10 лет Гданьск успешно реализует стратегию по постепенному развитию, в котором главную роль играет экономика базирующаяся на знаниях.

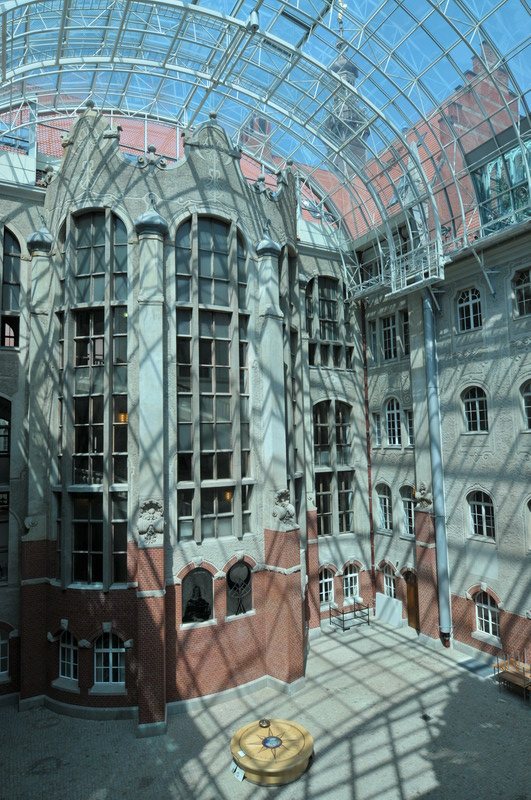
Внутренний дворик им. Яна Гевелея (Главный корпус)

### Университетский городок
В университетском городке прекрасно соседствуют, как современные здания, так и здания, являющиеся исторической достопримечательностью. Символом университета является монументальный Главный корпус, в стиле нидерландского неоренессанса, построенный ещё на начале XX века известным архитектором, а позже профессором университета Альбертом Карстеном. Во время Второй мировой войны сгорело более 60 % поверхности и 70 % крыши всего здания. В связи с этим от башни с часами осталась только металлическая конструкция. Несмотря на то что, вскоре все повреждения были быстро восстановлены, реконструкцию башни постоянно откладывали на потом. Спустя 67 лет, а именно 13 мая 2012 года, башня была полностью восстановлена и возвращена на своё прежнее место в Главном корпусе.
Кампус Гданьского Политехнического Университета постоянно в процессе развития и дополнительных перестроек. Часть зданий, которые относятся к памятникам архитектуры прекрасно сочетаются с современными зданиями, аудитории и лаборатории которых, оборудованы по последним технологиям. Результатом, который можно понаблюдать сегодня, является ещё свежая разработка дизайна интерьера совершено новой Лаборатории Инновационных Электроэнергетических Технологий и Интеграции Возобновляемых Источников Энергии Energii, в которой будут проводиться исследования по внедрению и применению промышленных патентов в современной электроэнергетике.

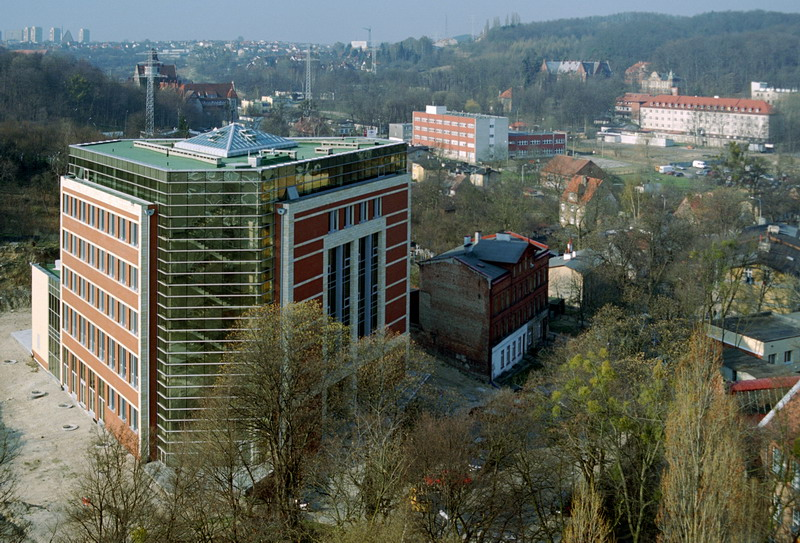
Здание факультета экономики и управления

Планируется что уже в 2014 году начнет свою работу комплекс, который будет состоять из Центра Нанотехнологии (Корпус Б), Центр математической подготовки и Дистанционного обучения через Интернет, а также подземная парковка на 50 мест.
На территории университетского городка находятся следующие современные центры:
- Центр Нанотехнологии, в котором находятся 25 современных лабораторий, оборудованы уникальной современной аппаратурой для исследований атома.
- Центр Interizon Архивная копия от 3 апреля 2014 на Wayback Machine — Поморский ИКТ-Кластер/ кластер информационно-коммуникационных технологий, в составе которого уже 140 региональных предприятий сферы информационных технологий. Кластер считается наиболее динамично развивающимся и наилучшим во всей Польше.
- Центр математической подготовки и Дистанционного обучения через Интернет, который использует самые последние информационные технологии по развитию концепций математического моделирование и анализа визуальный данных.
- Центр Информатизации Труймейской Академической Компьютерной Сети, который одновременно является Центром мощных серверов. С помощью которого осуществлен доступ ко всем информационным ресурсам, в том числе и к вычислительным цифровым системам, а также ко всем подразделениям университета.
- Центр Трансфера Науки и Технологий Архивная копия от 3 апреля 2014 на Wayback Machine, который занимается поддержкой инновационной активности университета.
- Университетский Спортивный Центр, который поддерживает спортивные объекты на высшем уровне, к которому имеют доступ все студенты и сотрудники университета:

## История

##### Главные события Гданьского Политехнического Университета
- 1900 — положен был первый камень в фундамент университета
- 1904 — создана Королевская Высшая Техническая Школа (Königliche Technische Hochschule)
- 1921 — Высшая Техническая Школа (Hochschule) была передана власти Вольного города Гданьск. Названия ВУЗа было официально изменено на Техническую Высшую Школу Вольного города Гданьск (Technische Hochschule der Freien Stadt Danzig)
- 1945 — 24 мая ВУЗ официально именован как польский Гданьский Политехнический Университет
- 2004 — Юбилей Гданьскому Политехническому Университету 100 лет
- 2014 — Гданьский Политехнический Университет празднует 110 лет существования ВУЗ
- 2020 — Smart University

#### Гевелий и Фаренгейт — покровители стен университета
Ян Гевелий (8.I.1611 Гданьск — 28.I.1687 Гданьск). Наиболее известный после Николая Коперника астроном на польской земле.
Разработчик приборов для астрономических измерений, изобретатель подвесных механических часов, перископа и микрометрического винта, создатель первой в мире большой астрономической обсерватории, которая была оборудована настоящими телескопами.
Гевелий почти всю свою жизнь провел в Гданьске. На крыше домов, в которых он жил, постоянно строил астрономические обсерватории, которые на протяжении многих лет оборудовал приборами собственного вымысла. Самый большой телескоп имел длину 39 метров и был установлен за городом. Кроме того что Гевелий исследовал звезды, планеты, кометы, он также исследовал явление либрации лунной поверхности — колебательное движение Луны при наблюдении с Земли.
Открыл 9 новых созвездий, был первым кто открыл 4 кометы, с большим успехом совершил измерения высоты лунных гор, открыл вековые изменения магнитных склонений. Был автором многих астрономических работ.
Также был первым учёным на польской земле, который получил членство в Лондонском королевском обществе по развитию знаний о природе (англ. The Royal Society of London for the Improvement of Natural Knowledge).
В своё время на исследование созвездия южного полушария неба вблизи небесного экватора Людовик XIV де Бурбон и Ян III Собеский оказали ему финансовую поддержку. Вскоре, а именно в 1690, в небесном атласе «Уранография» Гевелий указывает «Щит Собеского» (Scutum Sobiescianum) в честь великого польского короля и полководца Яна Собеского.
В 2006 году на площади в Старом Городе возле Ратуше вознесен памятник Гевелию, автором которого является Ян Шчипка (польск. Jan Szczypka).
В 2011 году Сейм Республики Польша (польск. Sejm Rzeczypospolitej Polskiej) принял решение назвать год в честь Гевелия.

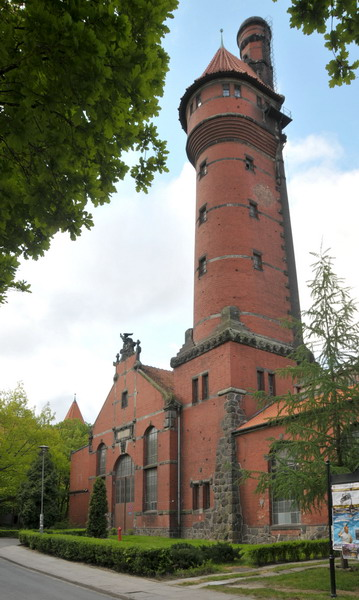
Водонапорная башня на территории университета

Даниель Габриель Фаренгейт (24.V.1688 Гданьск — 16.IX.1736 Гаага). Известный физик и инженер, изобретатель ртутного термометра и температурной шкалы Фаренгейта. Родился, жил и учился в Гданьске. После смерти родителей переехал в Амстердам, где продолжал изучать физику, проводил исследования с приборами измеряющее температуру и давление, одновременно преподавал химию.
В 1709 году возвратился в Гданьск и прожил до 1712 года, в этот период занимался исследованиями по разработке приборов измеряющих температуру и давление.
Фаренгейт был первым в мире учёным, который использовал ртуть в термометрах. Описал явление таяния льда, доказал, что температура кипения воды зависит от давления, также описал свойства платины; занимаясь оптикой, улучшил телескоп Ньютона.
В научном издании Лондонского королевского общества по развитию знаний о природе (англ. The Royal Society of London for the Improvement of Natural Knowledge) опубликовал результаты исследования разработки термометра, барометра и прибора для измерения плотности жидкостей (ареометр). Шкала названа в честь предложившего её в 1725 году (32 °F = 0 °C).Долгое время шкала Фаренгейта была основной в англоговорящих странах, но в конце 1960-х — начале 1970-х годов она была практически вытеснена шкалой шведского астронома Цельсия. Только в США, Австралии и Новой Зеландии шкала Фаренгейта до сих пор широко используется в бытовых целях.
В 2008 году в Гданьске поставлена метеорологическая колонна им. Фаренгейта. Стеклянный резервуар с термометром 1,2 м в высоту, рядом обе шкалы — Фаренгейта и Цельсия.
22 сентября 2010 года, согласно решению Сената Гданьского Политехнического Университета Северный дворец-колодец назван в честь Даниеля Габриеля Фаренгейта, соответственно Южный — вместе с Маятником Фуко — в честь Яна Гевелия.
2 октября 2011 года и 1 октября 2013 стены университета остались навсегда увековечены портретами знаменитых жителей Гданьска.

## Образование

##### Основная цель университета
Обеспечение высокого качества обучения для потребностей динамического развития экономики и общества, которое основывается на науке. Проведение научных исследований на высшем международном уровне в условиях масштабной глобализации мира, а также реализация инновационных решений для общества, которое прежде всего принимает активное участие в переменах цивилизации, особенно в развитию науки и техники.
Приоритеты университета — Smart University
S — стратегия.
Поиск дополнительного финансирования для реализации стратегических заданий, согласно требованиям ЕС, Польши и всего Поморского региона.
M — максимум инноваций 
Введение новых механизмов, сотрудничество с организациями по разработке инновационных решений не только для университета, но и для всего региона в целом.
A — открыт для всех
Подготовка и проведение обучения Long Life Learning, реализация групповых проектов, а также e-learningu (обучение онлайн) учебных программ, модернизация научно-дидактических лабораторий и применение исследований на практике
R — развитие личности
Созданы все необходимые условия для всестороннего развития студентов, аспирантов и работников. Самых активный и старательных отмечают за достижения в учёбе и работе.
T — творческий подход
Устранение препятствий и административных трудностей проверенными эффективными методами, соблюдения культуры труда и креативное создание творческого процесса работы с инновационными технологиями.

##### Предложение по образованию

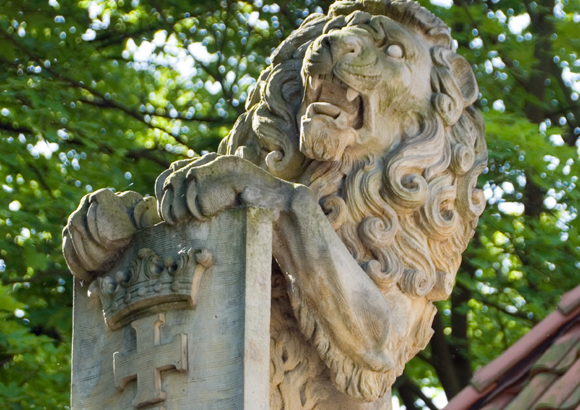
Статуя льва на территории университета

Высшее образование I и II степени (бакалавр и магистр), дневная и заочная форма обучения
33 направления, из них:
3 направления межфакультетские
2 межуниверситетские — две уникальные программы: «механическо-медицинская инженерия» и «строительная химия»
аспирантура, дневная и заочная форма обучения
56 программ последипломного образования
3 направления обучения MBA
больше чем 1 200 научных работников
больше чем 27000 студентов

9 факультетов:
- Факультет архитектуры Архивная копия от 26 июня 2014 на Wayback Machine
- Факультет химии
- Факультет электроники, телекоммуникации и информатики Архивная копия от 25 июня 2014 на Wayback Machine
- Факультет электротехники и автоматики
- Факультет технической физики и прикладной математики
- Факультет инженерии наземного строительства и окружающей среды Архивная копия от 25 июня 2014 на Wayback Machine
- Факультет механики
- Факультет океанотехники и судостроения
- Факультет менеджмента и экономики

#### Выпускники ГПУ
В период с 1904 по 1939 около 11 080 человек прошли обучение в Гданьском Политехническом Университете. С 1945 года по декабрь 2012 года число выпускников достигло 89 000. Таким образом более 100 000 человек покинули стены университета с дипломами в руках.

##### Новая модель образования — инженер будущего
Гданьский Политехнический Университет выиграл конкурс в рамках Европейского Фонда на реализацию проекта «инженер будущего» . Проект включает в себя новую модель образования, ориентированную на реализацию проектов в группе и приобретение таких навыков как результативное сотрудничество, готовность пойти на риск и аналитический подход к решению проблем. Полученные средства будут использованы на модернизацию инфраструктуры и новых лабораторий. Благодаря проекту создано 921 мест для практических занятий .
Университет имеет международный сертификат качества образования ECTS i CDIO Label, о чём свидетельствует образовательная программа по всем направлениям. Главным образом она ориентирована на укрепление практических навыков и формирование начальных профессиональных знаний у студентов.
Также ценным опытом для Гданьского Политехнического Университета является участие в международном консорциуме CDIO, члены которого для обучения специалистов применяют формулу «понять — сконструировать — внедрить — действовать» (Conceive — Design — Implement — Operate).

## Международное сотрудничество
Международное сотрудничество в Гданьском Политехническом Университете постепенно развивается. Студенты и сотрудники принимают участие в многочисленных международных образовательных программах и вместе в университетами-партнерами создают международную сеть. На данный момент университет реализует 402 межведомственных соглашений в рамках программы Erasmus и 77 соглашения о двустороннем сотрудничестве общего характера.
Гданьский Технологический университет координирует и участвует в проектах типа LLP Intensive Programme, ERASMUS MUNDUS, Jean Monnet, CEEPUS, TEMPUS, Leonardo da Vinci. Университет является одним из участников-основателей Baltic Sea Region University Network (BSRUN) — сети, объединяющей высшие учебные заведения Польши, Беларуси, Эстонии, Финляндии, Латвии, Литвы и России.
Современные лаборатории, огромный интеллектуальный потенциал, широкий спектр научно-исследовательских групп и студенческих организаций, представляет собой идеальную среду для взаимного обмена опытом, из-за чего количество иностранных студентов со всего мира в Гданьском Политехническом Университете каждый год растёт.

## Научные исследования
В течение нескольких лет в Гданьском Политехническом Университете возрастает количество проектов, реализованных в сотрудничестве с учреждениями финансирующими исследования, такими Национальный Научный Центр, Национальный Центр Исследований и Развития, Польский фонд науки. Среди них проекты высокого тиража в рамках программы Maestro, Программы Прикладных Исследований, LIDER, INNOTECH а также новая программа Graf-TECH.
Кроме того, университет реализует проект для выдающихся студентов, так называемый «Алмазный Грант».

Гданьский Политехнический Университет также может похвастаться успехом в привлечении средств от иностранных учреждений, например — школа принимает участие в реализации престижного гранта финансируемого 7. Рабочной Программы ЕС в рамках IDEAS — что можно сравнить с получением нобелевской премии.
Университет также реализует 26 проектов в международных исследовательских программах.
- на данный момент 300 изобретений готовы к введению в эксплуатацию
- в процессе реализации 200 исследовательских проектов и проектов развития с государственных и международных источников финансирования
- в течение 3 лет университет подписал 700 соглашений с предприятиями

### Сотрудничество с экономикой и трансфер технологий
В настоящее время Гданьский Политехнический Университет проводит многочисленные инновационные исследования по разработке проектов, которые направленные на внедрение технологий финансируемых государством. Многие из этих проектов получили финансирование со средств оперативной программы «Инновационная экономика».

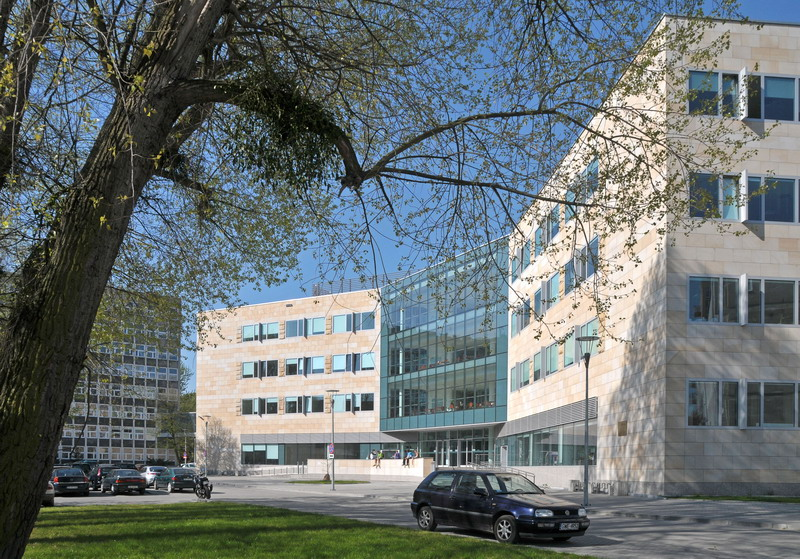
Здание отделения Электроники, Телекоммуникаций и Информатики

Работников Гданьского Политехнического Университета постоянно привлекают к сотрудничеству многие знаменитые фирмы, среди которых : INTEL Technology Poland, Samsung Electronics Polska, IBM Polska, Young Digital Planet, Blue Services, TechnoService, Datera, Learnetics, IVO Software, FIDO Intelligence, GE Hitachi Nuclear Energy International, PGE Górnictwo i Energetyka Konwencjonalna , KGHM Polska Miedź, LOTOS Asfalt, PKN Orlen, Schlumberger LTD, Deep Ocean Technology, BioLab Innovative Research Technologies, BLIRT SA, Kruszwica.

## Финансирование
Основным источником дохода для университета является преподавательская деятельность(58 %).
ВУЗ получает дополнительное финансирование с госбюджета, но основным источником дохода остаются платные образовательные услуги. Основным источником дохода для университета является преподавательская деятельностью (58 %). ВУЗ получает дотации из государственного бюджета, но основной источник дохода — это платные образовательные услуги.
Научно-исследовательская деятельность составляет 30 % в общем, а её основными составляющими являются: гранты для финансирования уставной деятельности, средства для реализации проектов, финансируемых Национальным центром исследований и развития и Национальным Научным Центр, а также финансирование научно-технического сотрудничества с другими странами. Университет также получает доход от продажи работ и научно-исследовательских услуг.

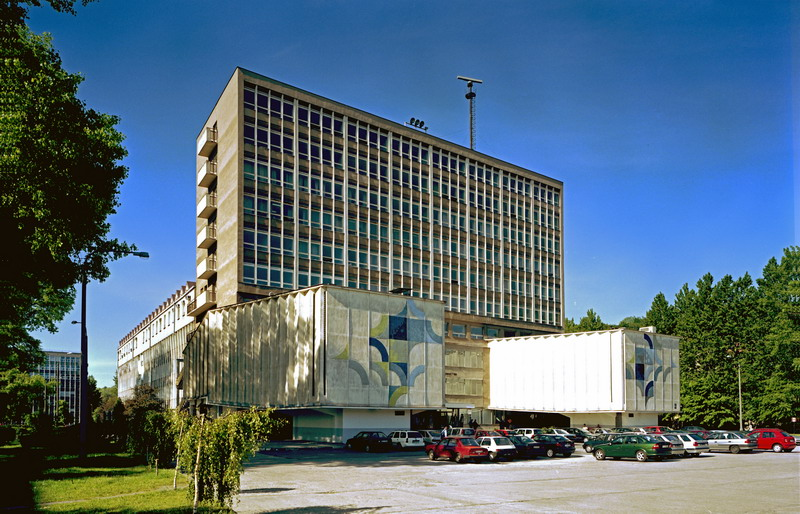
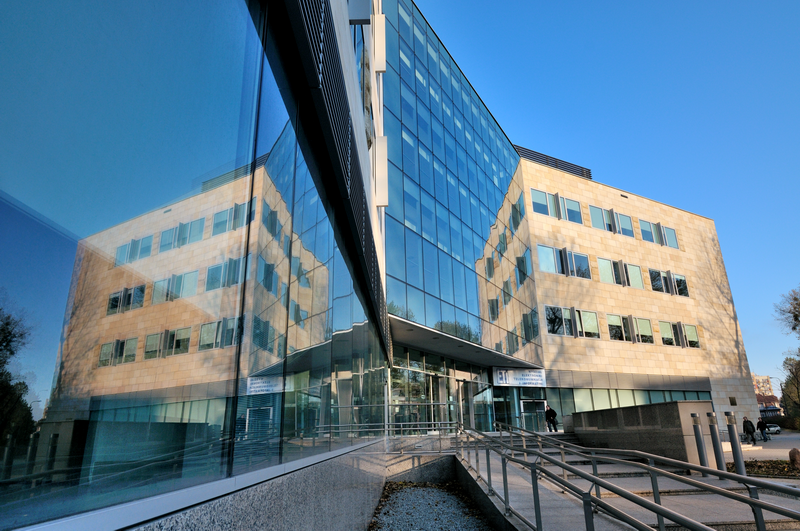
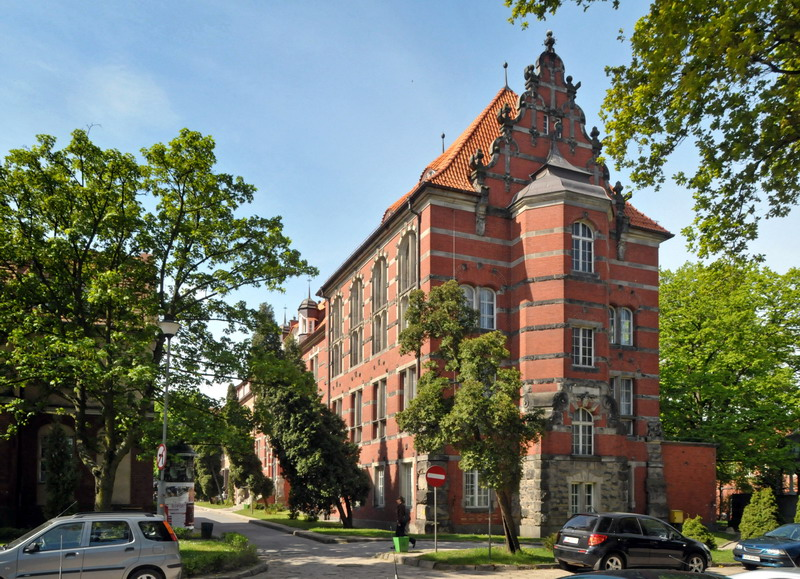